# Wild Speed Girl
Ne doit pas être confondu avec Eenie Meenie.
Pour plus de détails, voir Fiche technique et Distribution.
Wild Speed Girl (Eenie Meanie) est un film américain réalisé par Shawn Simmons et dont la sortie est prévue en 2025. Il s'agit de son premier long métrage.
Le film sera diffusé sur Hulu aux Etats-Unis et dans certains pays et sur Star/Disney+ dans le reste du monde.

## Synopsis
Edie est une jeune femme au passé trouble et peu recommandable. Elle est alors recontactée par son ancien employeur, qui lui offre une chance de sauver la vie de son ex-petit ami, un jeune homme peu fiable.

## Fiche technique
Sauf indication contraire, les informations mentionnées dans cette section peuvent être confirmées par les bases de données cinématographiques IMDb et Allociné,  présentes dans la section « Liens externes ».
- Titre original : Eenie Meanie
- Titre français : Wild Speed Girl
- Réalisation et scénario : Shawn Simmons
- Musique : The Haxan Cloak
- Décors : Cece De Stefano
- Costumes : Jennifer Starzyk
- Photographie : Tim Ives
- Montage : Chris Patterson
- Production : Marty P. Ewing, Rhett Reese et Paul Wernick
- Sociétés de production : 20th Century Studios et Reese/Wernick Productions
- Sociétés de distribution : Hulu (États-Unis), Disney+/Star (monde)
- Budget : 50 millions de dollars[1]
- Pays de production :  États-Unis
- Langue originale : anglais
- Format : couleur
- Genre : thriller, casse
- Durée : N/A
- Date de sortie[2] : 22 août 2025 (Disney+/Hulu)
- Classification[3] :
  - États-Unis : R

## Distribution
- Samara Weaving : Edie
- Karl Glusman : John
- Steve Zahn : Dad
- Andy Garcia : Nico
- Randall Park : Leo
- Marshawn Lynch : Perm Walters
- Mike O'Malley : George
- Jermaine Fowler
- Chris Bauer
- Elle Graham : Edie, jeune

## Production

### Genèse et développement
En septembre 2021, il est annoncé que la 20th Century Studios vient d'acquérir les droits d'un thriller — alors sans titre — écrit par le créateur de la web-série Wayne, Shawn Simmons. Rhett Reese et Paul Wernick sont annoncés comme producteurs. En juillet 2023, il est révélé que le titre sera Eenie Meanie, avec Shawn Simmons à la réalisation (pour la première fois) avec Samara Weaving dans le rôle principal. En mars 2024, Karl Glusman rejoint également la distribution, suivi par Kyanna Simon et Randall Park le mois suivant. En mai, c'est au tour d'Andy Garcia, Jermaine Fowler, Marshawn Lynch, Chris Bauer, Steve Zahn ou encore Mike O'Malley d'être confirmés.

### Tournage
Le tournage débute en avril 2024 à Cleveland dans l'Ohio, sous le faux-titre Stickshift,. Les prises de vues ont également lieu dans d'autres villes de l'État comme Lakewood, Sandusky et Toledo ,,,. Le tournage s'achève le 29 juin 2024.

## Sortie et accueil
Le film sera distribué aux États-Unis par 20th Century Studios sur Hulu le 22 août 2025,. Dans le reste du monde, le long métrage sera disponible sur Star via Disney+.